# Andøy
69°10′30″N 15°52′20″Ø / 69.17500°N 15.87222°Ø
Andøy er en kommune i Nordland fylke i Norge. Den er den nordligste kommune i fylket og Vesterålen og grænser i syd til Sortland og Kvæfjord. Over Gavlfjorden i sydvest ligger Øksnes kommune. Over Andfjorden i øst ligger Torsken, Tranøy og Bjarkøy kommuner.

## Erhvervsliv
Kommunen har en stærk tilknytning til luftfart, ved at eskadrille 333 i Luftforsvaret er stationeret på Andøya flyvestation, og til rumfart ved at Andøya Rakettskytefelt i Oksebåsen ved Andenes er involveret i internationalt samarbejde om udforskning af den polare atmosfære og fænomenet nordlys. Fiskeri og fiskeindustri er også af central betydning for kommunen. Kommunecenteret Andenes er en af landets største fiskerihavne, og havnen er et af Nordeuropas største havneanlæg med tæt på 3 kilometer med mole. Andenes er også hjemhavn for en af Redningsselskapets redningsfartøjer. Andøy har også flyforbindelse til det civile ruteflynet over den civile del af flyvestationen, Andøya Lufthavn, Andenes. I byen Risøyhamn, på den sydøstlige del af øen, har kommunen daglige anløb af Hurtigruten. Kommunen satser på turisme, hvor hvalsafari er blandt de mest populære tilbud.

## Geografi
Størstedelen af kommunen ligger på øen Andøya, men omfatter også dele af Hinnøya. Beboeren på Andøya har via Andøybroen færgefri vejforbindelse både til fastlandet og til de øvrige øer i Vesterålen. I sommertiden er det også muligt at tage bilfærge videre til naboøen Senja i Troms fylke.

## Natur i Andøy
- Bleiksvatnet
- Bleksvatnet
- Forfjorddalen naturreservat
- Endletvatn naturreservat
- Skogvollvatnet som er en del av Skogvoll naturreservat